# Provocative
Provocative è un singolo della cantante israeliana Noa Kirel, pubblicato il 7 giugno 2023.

## Tracce
1. Provocative (2.34)
2. Provocativit (Remix Version) (3.15)